# Richard Rydze
Richard Rydze, född den 15 mars 1950 i Pittsburgh, Pennsylvania, död 28 november 2023, var en amerikansk simhoppare och läkare.
Han tog OS-silver i höga hopp i samband med de olympiska simhoppstävlingarna 1972 i München.